# Joseph Fabre (homme politique, 1842-1916)
Pour les articles homonymes, voir Joseph Fabre et Fabre.
Joseph Fabre, né Amans Joseph Fabre, né le 9 décembre 1841 à Rodez (Aveyron) et mort le 1er février 1916 à Cannes (Alpes-Maritimes), est un écrivain, historien et homme politique français.

## Biographie
Joseph Fabre est lycéen à Rodez puis obtient une licence-ès-lettres à Toulouse. Il est nommé successivement à Millau, Figeac, Auxerre et Toulon. Il est reçu agrégé de philosophie en 1867. Il est alors en poste à Caen. En 1871, à la suite d'une dissension avec un inspecteur général, il est suspendu. Mais l'année suivante, il obtient un poste de professeur suppléant à la faculté de lettres de Bordeaux. Arthur de Cumont, ministre de l'Instruction publique, le suspend après la publication de ses Notions de philosophie et interdit cet ouvrage dans les lycées. Son successeur au ministère, Henri Wallon, le nomme professeur suppléant de philosophie au lycée Louis-le-Grand.
Joseph Fabre est connu pour son adaptation et sa traduction en français du Procès de réhabilitation de Jeanne d'Arc, dont les minutes en latin avaient été collationnées puis éditées à la fin des années 1840 par Jules Quicherat.

## Mandats électifs
Candidat aux élections législatives du 14 octobre 1877 dans la deuxième circonscription de Rodez il est battu par le candidat officiel.
- Député de l'Aveyron, du 21 août 1881 au 18 octobre 1885 (une législature) ; Il est  inscrit aux groupes parlementaires de l'union républicaine et de la gauche radicale.
- Sénateur de l'Aveyron, du 7 janvier 1894 à janvier 1903 (un mandat).

Il battu aux élections sénatoriales (pendant son mandat de député) le 25 janvier 1885 et enfin en janvier 1903, à l'issue de son mandat de sénateur. Ce dernier échec le conduit à se retirer de la vie politique.

## Œuvres
- Cours de philosophie, suivi de Notions d'histoire de la philosophie, C. Delagrave, Paris, 1870, 340 p.
- Notions de philosophie, C. Delagrave, Paris, 1874, 455 p.
- Jeanne d'Arc, libératrice de la France, C. Delagrave, coll. « École de l'homme et du citoyen », Paris, 1882, 171 p.
- Washington libérateur de l'Amérique, suivi de la Révolution américaine et Washington (documents et éclaircissements), C. Delagrave, Paris, 1882, 335 p.
- Les Libérateurs, ou l'Héroïsme civique en action, C. Delagrave, coll. « École de l'homme et du citoyen », Paris, 1882, 208 p.
- Procès de condamnation de Jeanne d'Arc, d'après les textes authentiques : traduction avec éclaircissements, C. Delagrave, Paris, 1884, 432 p.
- Procès de réhabilitation de Jeanne d'Arc, raconté et traduit d'après les textes latins officiels, 1re édition : C. Delagrave, Paris, 1888, 2 volumes [pagination inconnue] – Nouvelle édition : Hachette, Paris, 1913, 2 volumes 360 p. et 415 p.
- Jeanne d'Arc, drame historique en 5 actes, avec prologue, C. Dentu, Paris, 1890, 192 p.
- Le Mois de Jeanne d'Arc, Armand Colin, Paris, 1892, 344 p.
- Jésus, mystère en cinq actes, avec prologue et épilogue, P. Ollendorff, Paris, 1892, 108 p.
- La Pensée antique (de Moïse à Marc-Aurèle), F. Alcan, Paris, 1902, IV-367 p.
- Les Neuf ans d'un sénateur (1894-1903) (avec une introduction de Marius Constans), F. Alcan, Paris, 1903, 2 volumes [pagination inconnue]
- La Pensée chrétienne, des Évangiles à l'Imitation de Jésus-Christ, F. Alcan, Paris, 1905, 656 p.
- La Pensée moderne (de Luther à Leibniz), F. Alcan, Paris, 1908, 563 p.
- Les Pères de la Révolution, de Bayle à Condorcet, F. Alcan, Paris, 1910, II-764 p.
- Jean-Jacques Rousseau, F. Alcan, Paris, 1912, 251 p.
- La Délivrance d'Orléans, mystère en 3 actes avec prologue et épilogue suivi de la reproduction des meilleures pages de l'Ancien “Mistère du siège d'Orléans” joué au XVe siècle devant les contemporains de Jeanne d'Arc, Hachette, Paris, 1913, 176 p.
- Les Bourreaux de Jeanne d'Arc et sa fête nationale, notices sur les personnages du procès de condamnation, documents sur la fête du patriotisme, Hachette, Paris, 1915, 221 p.

## Sources
- « Joseph Fabre (homme politique, 1842-1916) », dans Adolphe Robert et Gaston Cougny, Dictionnaire des parlementaires français, Edgar Bourloton, 1889-1891 [détail de l’édition]
- « Joseph Fabre (homme politique, 1842-1916) », dans le Dictionnaire des parlementaires français (1889-1940), sous la direction de Jean Jolly, PUF, 1960 [détail de l’édition]